# Armorial des communes de la région de Bruxelles-Capitale
- il comporte peu ou pas de sources.
- il reste des blasons à dessiner dans cet armorial.
- certaines figures sont encore dans un format bitmap et doivent être vectorisées.

Cette page donne les armoiries (figures et blasonnements) des communes de la Région de Bruxelles-Capitale.
- Haut – A
- B
- C
- D
- E
- F
- G
- H
- I
- J
- K
- L
- M
- N
- O
- P
- Q
- R
- S
- T
- U
- V
- W
- X
- Y
- Z

## A
| Blason de Anderlecht | Blason  | D'azur à saint Guidon d'or.               |
| Blason de Anderlecht | Détails | DC 5.4.1838 - AR 10.6.1840 -BO (1840) 282 |

| Blason de Auderghem | Blason  | Parti d'azur à la Sainte Vierge couronnée et nimbée d'or, les pieds posés sur une terrasse de sinople et tenant sur le bras senestre l'Enfant Jésus nimbé d'or. La Sainte Vierge assise sur un édicule également d'or, vu de côté et soutenant aux extrémités de son toit deux colombes affrontées du même ; et de gueules à une couronne à trois fleurons, traversées par deux palmes passées en sautoir et par une épée haute posée en pal brochant sur les palmes, le tout d'argent. |
| Blason de Auderghem | Détails | DC 6.1.1925 - AR 31.7.1926 - MB 19.8.1926 |

## B
| Blason de Berchem-Sainte-Agathe | Blason  | Écartelé : au 1er de sinople à la chapelle de Sainte-Agathe du lieu, d'argent, au 3e du même à la bande de sinople chargée de trois besants du champ, aux 2e et 4e du même et de sinople, au lion brochant de l'un dans l'autre. |
| Blason de Berchem-Sainte-Agathe | Détails | DC 2.9.1999 |

| Blason de Ville de Bruxelles | Blason  | De gueules à saint Michel d'or terrassant le démon de sable. |
| Blason de Ville de Bruxelles | Détails | Ces armes sont à première vue fautives (sable sur gueules), mais les charges représentées rendent l'enquerre tolérable. Le statut officiel du blason reste à déterminer. |

## E
| Blason de Etterbeek | Blason  | Parti d'azur semé de fleurs de lys d'argent, et de gueules à la fasce du second. |
| Blason de Etterbeek | Détails | DC 8.5.1911 - AR 5.11.1913 - MB 28.11.1913                                       |

| Blason de Evere | Blason  | Parti d'or au faucon au naturel, contourné, posé sur un rocher de trois coupeaux de gueules, mouvant de la pointe et surmonté d'une étoile à six rais du même ; et de gueules au faucon au naturel posé sur un rocher de trois coupeaux d'or, mouvant de la pointe et surmonté d'une étoile à six rais du même. Tenu de la senestre par Saint-Vincent auréolé assis tenant de la dextre un sceptre de lys, le tout d'argent. |
| Blason de Evere | Détails | DC 1.5.1927 - AR 15.11.1928 - MB 22.12.1928 |

## F
| Blason de Forest (Bruxelles) | Blason  | Sur un écu des demoiselles : Parti d'argent à trois arbres terrassés de sinople passant dans une couronne d'or à trois fleurons et deux perles ; et d’azur au dextrochère habillé du manteau de chœur de moniale d'or, mouvant du flanc senestre, tenant une crosse du même, tournée à dextre. |
| Blason de Forest (Bruxelles) | Détails | DC 22.1.1935 - AR 19.11.1936 - MB 26-29.12.1936 |

## G
| Blason de Ganshoren | Blason  | De gueules à Saint-Martin d'or.           |
| Blason de Ganshoren | Détails | DC 8.9.1943 - AR 8.6.1844 - BO (1844) 213 |

## I
| Blason de Ixelles | Blason  | D'argent à un aulne au naturel. |
| Blason de Ixelles | Détails | Différences entre dessin et blasonnement : l'aulne est blasonné au naturel, mais dessiné ici de sinople. DC 4.5.1886 - AR 17.2.1888 - MB n.a. |

## J
| Blason de Jette | Blason  | D'or à la fasce bretessée et contrebrétessée de sable. L'écu sommé d'un heaume d'argent grillé liseré et couronné d’or et de sable. Cimier: un vol à l'antique armorié tel l'écu - l'écu posé sur une épée des Chevaliers de l'Ordre de Saint Jacques, et tenu à dextre par une dame de carnation vêtue de gueules ayant la main senestre sur l'écu et tenant de la dextre un cœur de carnation posé sur un voile d'azur semé d'étoiles d'or et surmonté d'un couronne royale du même et supporté à senestre par une licorne d'argent accornée, onglée, accolée et crinée d'or. |
| Blason de Jette | Détails | DC 25.5.1951 - AR 29.1.1953 - MB 25.2.1953 |

## K
| Blason de Koekelberg | Blason  | D'azur à un chêne terrassé de sinople, le fût accolé d'un serpent d'azur. L'écu surmonté d'un heaume d'argent grillé, colleté et liseré d'or, doublé et attaché de gueules, aux lambrequins d'argent et de sinople. Cimier: une tête et col de dragon d'azur lampassé de gueules |
| Blason de Koekelberg | Détails | Différences entre dessin et blasonnement : le blasonnement mentionne un champ d'azur, le blason dessiné porte un champ d'argent. Projet admis en 1984; manquent les signatures de l'arrêté royal et du diplôme.                                                                  |

## M
| Blason de Molenbeek-Saint-Jean | Blason  | D'azur à Saint Jean d'or.                  |
| Blason de Molenbeek-Saint-Jean | Détails | DC 26.3.1838- AR 16.5.1839 - BO (1839) 378 |

## S
| Blason de Saint-Gilles (Bruxelles) | Blason  | D'azur à saint Égide, abbé, d'or.          |
| Blason de Saint-Gilles (Bruxelles) | Détails | DC 21.11.1856 - AR 22.1.1858 - MB 5.2.1858 |

| Blason de Saint-Josse-ten-Noode | Blason  | Coupé d'azur à un château d'argent, et d'un parti de gueules à une besace d'or, et du troisième à une grappe de raisins tigée et feuillée d'or.                                |
| Blason de Saint-Josse-ten-Noode | Détails | Différences entre dessin et blasonnement : Le château est dessiné en perspective, ce qui n'est pas mentionné dans le blasonnement. DC25.6.1913 - AR 3.3.1914 - MB 23-24.3.1914 |

| Blason de Schaerbeek | Blason  | De sinople à la bande ondée accostée de deux fleurs de cerisier, le tout d'argent. |
| Blason de Schaerbeek | Détails | DC 4.9.1986                                                                        |

## U
| Blason de Uccle | Blason  | D'azur à Saint-Pierre mitré et crossé d'or, tenant de la dextre une clef de même.         |
| Blason de Uccle | Détails | Cité dans l'Arrêté royal du 3.7.1925 - Décision du Conseil Suprême de Noblesse (Pays-Bas) |

## W
| Blason de Watermael-Boitsfort | Blason  | D'argent à un rencontre de cerf au naturel, au chef d'azur chargé d'un cor de chasse d'or. |
| Blason de Watermael-Boitsfort | Détails | DC 19.12.1913 - AR 2.5.1914 - MB 24.5.1914                                                 |

| Blason de Woluwe-Saint-Lambert | Blason  | De sable au chef d'argent chargé de trois oiseaux de sable, becqués et membrés de gueules. l'écu posé devant et vers la dextre de Saint Lambert, tenant de la dextre une crosse épiscopale tournée à senestre, et de la senestre un livre ouvert et écrasant sous ses pieds un guerrier casqué tenant de la senestre une épée, le tout d'or. |
| Blason de Woluwe-Saint-Lambert | Détails | DC 24.7.1934 - AR 10.2.1936 - MB 20.3.1936 |

| Blason de Woluwe-Saint-Pierre | Blason  | De sable au chef d'argent, chargé de trois oiseaux de sable, becqués et membrés de gueules. L'écu sommé d'une couronne à cinq fleurons et supporté par deux lévriers d'argent, colletés de gueules, bouclés d'or. |
| Blason de Woluwe-Saint-Pierre | Détails | DC 9.3.1956 - AR 12.11.1957 - MB 14.12.1957 |